# Santuari del Tallat
El santuari del Tallat és un antic priorat i actual santuari marià del municipi de Vallbona de les Monges (Urgell). Està situat al cim d'un turó de 787 metres d'altitud de la serra del mateix nom, al límit de les comarques de l'Urgell i la Conca de Barberà. S'hi accedeix a través d'una pista de 3,2 km, asfaltada, que enllaça amb la carretera comarcal LP-2335, un trencall de la C-14 Tàrrega-Montblanc entre les poblacions de Belltall i Solivella, en plena Ruta del Cister. Administrativament, depèn de Montblanquet, però ha estat vinculat de sempre al poble de Rocallaura pel fet que la imatge de la Mare de Déu fou portada a la seva parròquia. És una obra inclosa en l'Inventari del Patrimoni Arquitectònic de Catalunya.

## Descripció
És un edifici rectangular d'estil gòtic amb una porta d'accés de mig punt dovellat, La silueta de pedra blanca del santuari és visible des de molts llocs de les comarques properes, i el lloc constitueix un impressionant mirador de l'Urgell, la Segarra i la Conca de Barberà, tant per la seva altitud com per la situació.
Les restes conservades i la documentació disponible permeten de reconstruir a grans trets la seva fesomia. L'edifici, que ja era pràcticament acabat el 1509, formava un conjunt compacte, tancat, de planta rectangular. Les dependències s'organitzaven a partir d'un pati, que tenia una galeria porticada al costat N, i al qual s'obria l'església, reedificada el 1804-1805. Així, el Tallat presenta en la seva concepció un nou plantejament arquitectònic, més pròxim al renaixement, tot i que la seva ornamentació escultòrica i elements com el porxo de la seva galeria són encara magnífics exponents del darrer gòtic. Aquests elements ornamentals, testimoni de la seva passada sumptuositat, foren arrencats i posats a la venda a principi del segle xx. Actualment, es troben repartits entre el Palau Maricel de Sitges (el portal d'entrada, a més de portes i finestres), Reus (la creu de la Misericòrdia) i, sobretot, el castell de Santa Florentina, a Canet de Mar, on Domènech i Montaner tornà a muntar la galeria de set arcs apuntats i un portal gòtic florit, així com diversos portals i finestres.
Des de fa uns anys les ruïnes es troben en curs de consolidació. L'àmbit de l'església s'ha recuperat mitjançant uns bastiments de ferro i vidre. S'hi ha trobat la sepultura de Ramon Berenguer de Llorac, fundador del santuari, i s'hi han reprès aplecs i romiatges dels pobles veïns.

## Activitats
El 1975 se celebrà el primer aplec del Tallat (el penúltim diumenge d'agost) després de 150 anys d'abandonament, gràcies a la feina d'un capellà, Mossèn Francesc Benet i Marimon (Rocallaura, 10 febrer 1933 - 2013), i a la constitució, el 1970, dels Amics del Tallat, que han recuperat la propietat del santuari, han asfaltat l'accés principal i n'han obert de nous, i han rehabilitat l'antiga cisterna i dependències. Diversos pobles i viles de la rodalia hi fan anualment processons i romeries durant la Pentecosta. L'havien ocupat ermitans de forma regular.

## Història

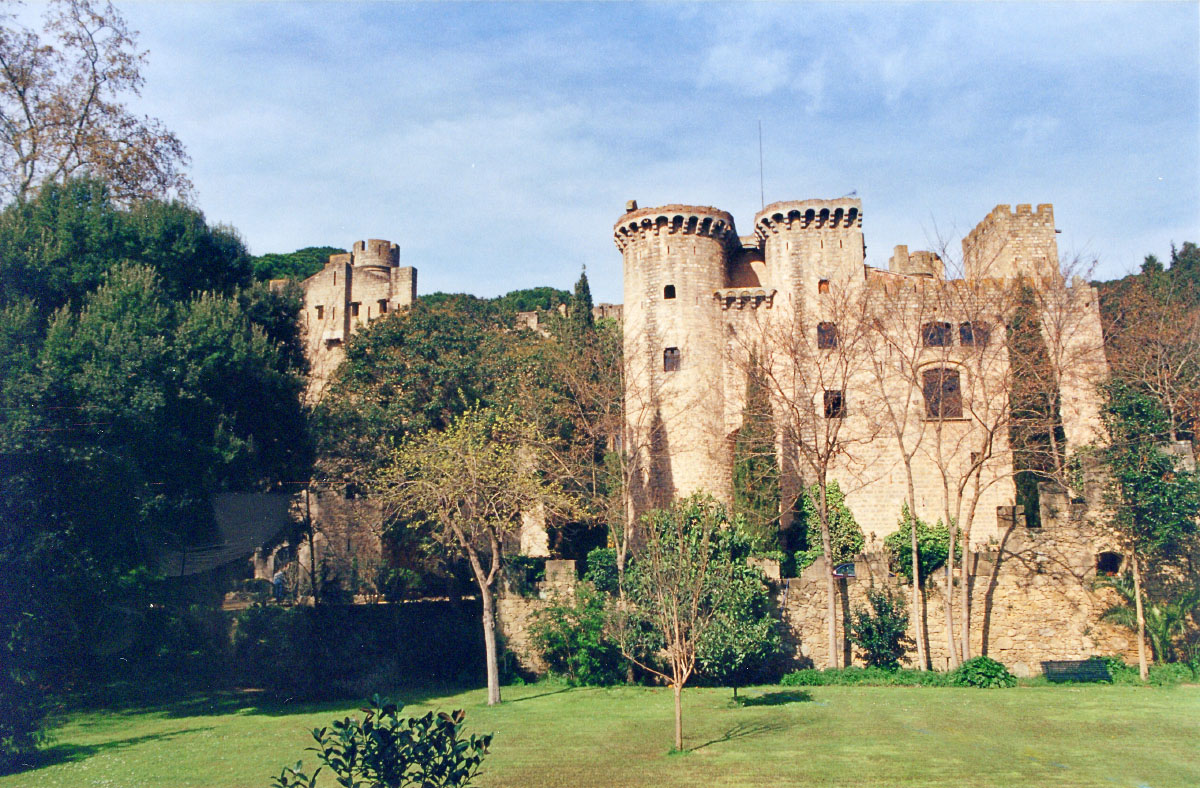
Castell de Santa Florentina, on hi ha moltes restes de l'antic Santuari del Tallat

Documentat des del 1081, com a torre de defensa del Tallat, fou després un ermitori. La sagrada imatge fou trobada per un pastor, fill de Rocallaura, estant al servei de Ramon Berenguer de Llorac, senyor del Castell de Solivella. Aquest s'apoderà de l'església, que s'edificà a la serra del Tallat, sota la seva protecció, i fins i tot aconseguí de l'abat de Poblet un monjo perquè tingués cura del culte a la Verge. Gran fou la devoció que despertà entre la població de Blancafort, Solivella, Rocallaura i Montblanquet, que es va estendre de seguida a les comarques properes. La imatge és de marbre, de poc més d'un pam d'altura, està representada en posició dreta i porta el Nen Jesús a la mà esquerra. Porta una corona de pedres precioses. Antigament, estava flanquejada per dos àngels, l'un portava una estrella i l'altre una palma, que sostenien les cadenes de Miró de Granyanella, protagonista del Miracle del Tallat. N'hi ha una còpia a Sant Martí de Maldà, i se'n va trobar una altra en unes excavacions de l'antic temple de Sant Llorenç de Rocallaura.
El 1354, un grup de devots de la parròquia de Rocallaura, al qual el santuari ha estat sempre vinculat, hi fundaren l'església de Santa Maria del Puig del Tallat. Seria destruïda probablement durant la guerra contra Joan II. Aquest n'autoritzà la reconstrucció el 1475, moment en què segons la tradició fou trobada la marededéu (avui venerada a la parròquia de Rocallaura). Joan VI, des de Lleida, el 1475, concedí al monjo sagristà de Poblet el privilegi de poder viatjar pels dominis de Catalunya i Aragó amb l'objecte de recollir almoines per al culte del Tallat. La construcció del nou santuari fou promoguda pel senyor de Solivella i comptà amb el suport material determinant del rei Ferran II, qui arribà a visitar les obres el 1493.
El mateix rei Ferran cedí el santuari del Tallat al monestir de Poblet el 20 d'abril de 1509. Fou priorat i santuari marià. Els monjos de Poblet se'n feren càrrec i hi continuaren fins al 1822, quan amb l'exclaustració de Poblet deguda a la desamortització de Mendizábal, el Tallat fou abandonat i començà la seva ruïna inexorable. Després, els terrenys i el santuari foren subhastats. La imatge de la Mare de Déu del Tallat fou traslladada a l'església de Sant Llorenç, a Rocallaura, on es construí amb posterioritat un cambril dedicat a la Verge del Tallat, la primera pedra del qual, treta del vell santuari, es col·locà el 25 de juny de 1900. Es va inaugurar el 2 de setembre del mateix any, fet que es va celebrar amb una gran festa.
D'ençà que fou abandonat el santuari, les antigues construccions, en què s'observen exemplars interessantíssims de l'últim període de l'estil gòtic, varen anar desapareixent a poc a poc. Amb tot, hom es pot donar per satisfet perquè encara s'han pogut conservar altres parts de l'edifici que es troben actualment en diversos indrets com el castell de Santa Florentina de Canet de Mar, el Museu Cau Ferrat de Sitges o el mas de Misericòrdia de Reus.
El santuari del Tallat ha donat nom a la personalitat artística del Mestre del Tallat creada a partir d’un conjunt d’obres escultòriques i arquitectòniques creades entre 1475 i 1510 a l’entorn de la Conca de Barberà, l’Urgell i la Baixa Segarra.